# Illa de Tambo

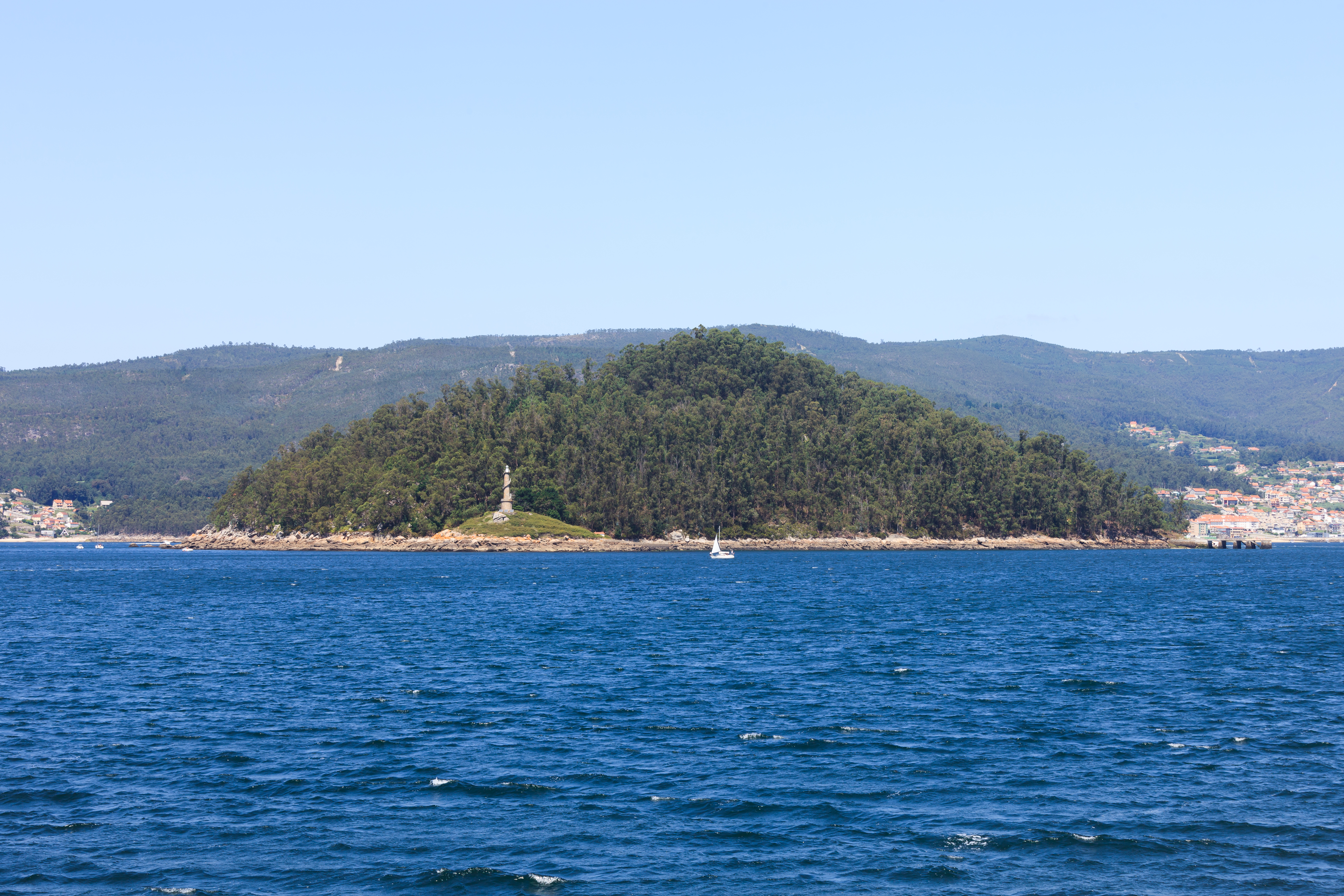
Illa de Tambo

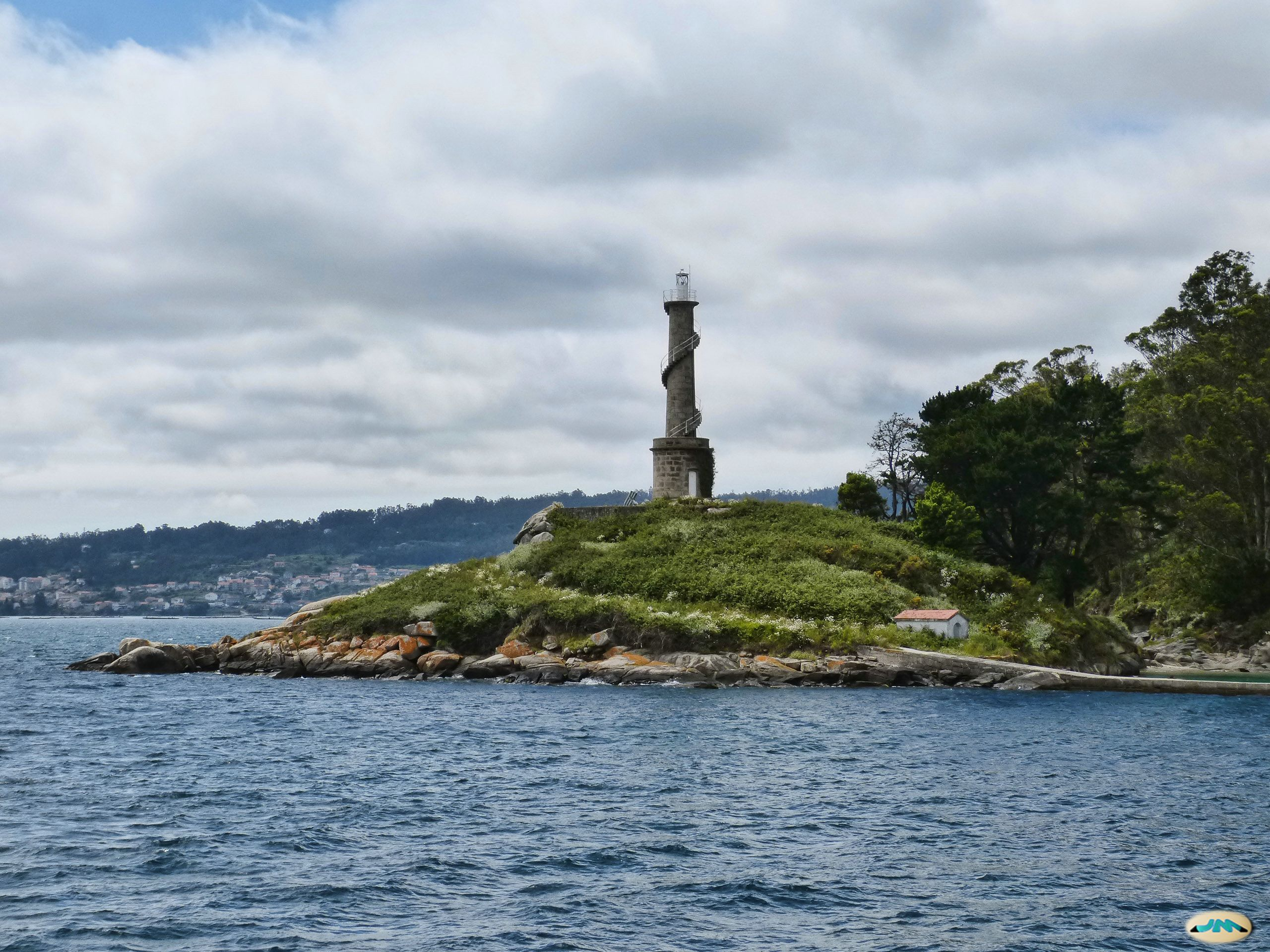
Far de l'illa

L'illa de Tambo és una illa gallega que es troba a l'interior de la ria de Pontevedra i pertany al municipi de Poio, del qual està separada per un canal d'1,1 km però de poca profunditat. Té una superfície d'1,5 km², amb una altura màxima de 80 m, tot i que tota la part central supera els 50 metres d'altitud. El seu perímetre és d'uns 4 quilòmetres.

## Història
Al segle vi s'hi va construir una capella, fundada per Martí de Dumio. Fructuós de Braga la va convertir en monestir, vinculat al convent de San Xoán de Poio. Després es va transformar en priorat, sota l'advocació de Santa María de Graza.
Al segle xii l'illa de Tambo pertanyia a la reina Urraca I de Lleó i va ser donada al convent de San Xoán de Poio. Els veïns de Combarro van utilitzar l'illa durant segles, treballant les seves terres i celebrant-hi romeries. El 1589 la capella va ser saquejada pel corsari Francis Drake, que va llençar la figura de Santa María de Graza al mar.
El 1846, amb la desamortització de Mendizábal, se'ls retira als monjos de Poio i anys després és comprada pel ministre de Justícia, Eugenio Montero Ríos. En aquell mateix segle es construeix una leproseria a l'illa, que entre 1865 i 1879 s'utilitza per posar en quarantena els mariners que arribaven al port de Marín amb malalties. Degut a les protestes dels ciutadans de Pontevedra, la leproseria es va traslladar a l'illa de San Simón, a la ria de Vigo, i el 1889 l'illa es convertiria en presó militar.
Amb la creació de l'Escola Naval Militar de Marín, el 1943 l'illa es militaritza i passa a ser utilitzada com a arsenal. Va ser aquell any quan els hereus de Montero Ríos la vengueren a l'Armada. Fins a l'any 2005, els hereus van continuar figurant com a propietaris d'una cinquena part de l'illa.
L'Armada va deixar de qualificar l'illa com a enclavament estratègic l'any 2002, el que va disparar les expectatives que l'illa pogués ser cedida a la Xunta de Galícia i incorporada al Parc nacional de les Illes Atlàntiques, tot i que abans hauria de ser declarada parc natural.